# Oberyn Martell
Oberyn Nymeros Martell, med tilnavnet the Red Viper, er en fiktiv person i fantasybogserien A Song of Ice and Fire, der er blevet skrevet af den amerikanske George R. R. Martin, og i tv-serien Game of Thrones.
Karakteren bliver introduceret i A Storm of Swords (2000). Oberyn er lillebror til Doran Martell fra ørkenkongeriget Dorne. Ulig sin syge og eftertænksommer bror er Oberyn kendt for sit farlige og uforudsigelige adfærd, samt hans affinitet for gift, hvilket har givet ham hans tilnavn. Han bliver efterfølgende nævnt sporadisk i A Feast for Crows og A Dance with Dragons. Da hans bror er sygdomsramt rejser Oberyn til King's Landing i for at kræve et sæde til Dorne i det lille råd, samt for at søge hævn over Ser Gregor Clegane, for at have dræbt hans søster Elia Martells død, og som han mistænker handlede på ordrer fra Tywin Lannister.
Oberyn bliver spillet af den chilensk-amerikanske skuespiller Pedro Pascal i HBOs tv-serie.